# 海馬島 (齒舞群島)
海馬島（日语：／ Kaiba jima */?），俄羅斯稱之為奧斯科爾基島（羅馬化：Ostrov Oskolki），是日俄爭議領土齒舞群島中的一個島嶼，現由俄羅斯控制，屬薩哈林州管轄。該島在多樂島的東南面，由主島等11個島嶼組成，最高點海拔38.2米，總面積1.5平方公里，無人居住。日語島名的由來是阿伊努語中的「海馬的島嶼」（tonto-mosir）。
日本聲稱對其擁有主權，要求俄羅斯將包括該島在內的南千島群島（日本稱北方四島）歸還日本。